# 笠原将弘
笠原 将弘（かさはら まさひろ、1972年9月3日 - ）は、日本の料理人、文化人タレント、料理本作家、料理YouTuber、実業家。東京都恵比寿の料亭「賛否両論」オーナー兼料理人。東京都品川区武蔵小山出身。

## 経歴
東京都品川区武蔵小山生まれ。実家は焼き鳥店「とり将」を営んでいた。
中学生の頃、パティシエの世界大会で活躍する日本人のテレビ番組を視聴して感銘を受ける。この当時、笠原の家にはオーブンがなかったが、ケーキを作ってみたくなったため祖父におねだりをして買ってもらう。お菓子作りの腕はメキメキとあがり、父の店に来る客に配っては喜ばれ、料理を提供する喜びを覚える。将来はパティシエ（当時の言葉ではケーキ職人）になりたいと憧れを抱くようになる。
1988年（昭和63年）、東京都立南高等学校に入学。16歳の時に母が大腸ガンで死去。
高校卒業後、日本料理の「正月屋吉兆」で9年間修業する。
2000年（平成12年）、胃ガンを患っていた父が他界。父が長年守ってきた店を継ぐ。当初は常連も離れ閑古鳥が鳴く始末だったが、徐々に軌道に乗り、2年目には予約が取りにくくなるほどの人気店となる。
2004年（平成16年）9月、「とり将」が30周年という節目を迎えたことをきっかけに閉店。地元を離れ、恵比寿に自分の店となる「賛否両論」を開店。独自の感性と味覚で作り上げた日本料理が評判となる。
2004年（平成16年）、料理店「タツヤ・カワゴエ」の川越達也らと4名で「CESSA（セッサ）」を結成。
2010年（平成22年）世界料理学会 日本代表賞受賞。
2012年（平成24年）、フジテレビ系列平日午前の生活情報番組『ノンストップ!』にて、火曜日レギュラーコーナー「笠原将弘のおかず道場」を担当する。
2013年（平成25年）9月、名古屋店、2014年（平成26年）6月、広尾に「賛否両論メンズ館」（＝のち「賛否両論 はなれ」に改名）を開店。
2019年（令和元年）11月、金沢店を茶屋街に開店。
2023年（令和5年）6月10日より自身のYouTubeチャンネル「【賛否両論】笠原将弘の料理のほそ道」を開設。開設3か月で登録者が30万人突破。
2023年（令和5年）9月11日、主婦の友社から出版された『和食屋がこっそり教えるずるいほどに旨い鶏むねおかず』が、第10回料理レシピ本大賞＜料理部門＞入賞。10月から12月放送の連続ドラマ「あたりのキッチン!」の料理監修を担当。
2024年（令和6年）1月1日に起きた令和6年能登半島地震にて笠原の弟子で恵比寿店で働く従業員が石川県穴水町に帰省中に震災にあい死去。

## 人物
- 愛称は「マスター」[6][1][5]。
- 妻との出会いは正月屋吉兆で働いていた修業時代。ホールで働いていた彼女と仕事帰りの電車が一緒になることもあり、会話を重ね親しくなる。4年ほどの交際期間を経て結婚。二女一男の子宝に恵まれた[10]。2012年9月、妻は子宮頸ガンのため他界（享年39歳）[15]。その後は、シングルファーザーとして子どもたちを育てた。但し笠原の仕事上、家にいる時間が短いこともあり、義理の姉（子どもたちから見れば伯母）が仕事を辞めて同居し、幼い子どもたちの面倒や家事を請け負ってくれた。また義理の母も頻繁に訪ねてきて支えてくれたという[16][17]。
- 妻から贈られた腕時計を宝物にしている。何度も修理やメンテナンスに出して大切に使っている[10]。
- 酒は種類を問わず嗜む。特にビールをこよなく愛する。
- 従弟は鍼灸師で整体師、文化人タレントの笠原章弘[18]。

## 料理論
- 寝る直前までレシピのことばかり考えている[19]。外食で美味しいものを食した時、歩きながら閃いた料理のアイデアはすぐにスマホのメモに取るようにしている[10]。
- 料理ジャンルは和食・日本料理。また、独創的な創作料理も人気を集めている[20]。
- 「賛否両論」という特徴的な屋号には「万人に好かれなくていい。自分の料理とやり方を好きだと言ってくれる人が来てくれれば…」という想いが込められている[21]。
- 日本料理店は値段が高いというハードルを下げたいと考えており、「日本人ならひとり1回は賛否両論に行ったことがある、そんな誰にとっても身近な店にしたいと思った」ことから低価格帯での提供を行っている[5]。
- 家庭料理のよさは目分量で作るところにあると語っている[5]。

## 書籍
- 『大切な人につくってあげたいぼくの和食』（ベストセラーズ、2009年12月16日）、ISBN  978-4584132043
- 『笠原将弘の毎日食べたい和食のおかず』（扶桑社、2009年4月23日）、ISBN 978-4594059163
- 『世界で一番簡単だけどカッコよくっておいしい和食』（ベストセラーズ、2009年5月26日）、ISBN 978-4584131589
- 『和食屋のおかず汁101』（小学館、2010年10月8日）ISBN 978-4093107877
- 『コツまみ：ハイボールがうまい、おつまみのコツ181：笠原将弘×おつまみ横丁』（池田書店、2010年10月8日）、ISBN 978-4262129587
- 『笠原将弘のかんたん和ごはん：予約がとれない店「賛否両論」のおかずマジック』（小学館、2010年2月8日）、ISBN 978-4093107754
- 『笠原将弘の30分で和定食（旬の料理はこの人から。）』（主婦の友社、2011年11月2日）、ISBN 978-4072802588
- 『「賛否両論」笠原将弘のごはんの友110：かんたんすぎる!ウマすぎる!』（主婦と生活社、2011年2月1日）、ISBN 978-4391139747
- 『ルクエスチームケースでかんたん和食レシピ：レンジでチン!するだけ』（小学館、2011年2月25日）、ISBN 978-4091022615
- 『セッサ・タクマの手抜きッチン：川越達也の新ユニット』（川越達也ほか共著、セブン&アイ出版、2011年2月17日）、ISBN 978-4860082420
- 『「賛否両論」笠原将弘の極うま!圧力鍋レシピ』（2011年9月15日、講談社）、ISBN  978-4062995412
- 『笠原将弘の鍋とフライパンでかんたん和食』（日本文芸社、2012年1月17日）、ISBN 978-4537209587
- 『めんつゆ、俺の極意!』（角川マガジンズ、2012年9月29日）、ISBN 978-4047311558
- 『笠原将弘の白いごはんに合うおかず (旬の料理はこの人から。』（主婦の友社、2012年10月13日）、ISBN 978-4072844403
- 『四季を味わう和のおかず : 旬の素材と味つけでいちばんおいしい』（家の光協会、2012年10月1日）、ISBN 978-4259563813
- 『使える豚肉レシピ：薄切り肉も、厚切り肉も、塊肉、挽き肉もおまかせ。和・洋・中100品』（音羽和紀ほか共著、柴田書店、2012年12月3日）、ISBN 978-4388061594
- 『笠原将弘俺の和メシ パパッと激ウマ』（2013年2月20日、トランスワールドジャパン）、ISBN 978-4862561183
- 『鶏むね、鶏もも、俺に任せろ！：「賛否両論」店主・笠原将弘のチキン倶楽部』（角川マガジンズ、2012年3月10日）、ISBN 978-4047311305
- 『100年レシピ 初めて公開する笠原家の宝物レシピ』（2013年3月18日、晋遊舎）、ISBN 978-4863917415
- 『「賛否両論」笠原将弘の口説きめし』（講談社、2012年8月30日）、ISBN 978-4062995672
- 『「賛否両論」の76皿：笠原将弘の世界』（学研パブリッシング、2012年9月3日）、ISBN 978-4056067958
- 『笠原将弘のやみつき極上なべ』（主婦の友社、2013年10月17日）、ISBN  978-4072913741
- 『笠原さんちの懐かしスイーツ：人気和食店店主の「おいしいワザ」ありかんたんレシピ』（世界文化社、2013年11月2日）、ISBN 978-4418133475
- 『「賛否両論」のおせちとごちそう』（主婦と生活社、2013年11月15日）、ISBN 978-4391143188
- 『だから僕は、料理をつくる。』（主婦の友社、2013年11月15日）、ISBN 978-4072913680
- 『笠原流!4種の万能ダレでつくる和風おかず』（扶桑社、2013年11月19日）、ISBN 978-4594608798
- 『和食屋の和弁当：毎日食べたい、しみじみうまい。』（主婦の友社、2013年1月25日）、ISBN 978-4072863503
- 『ひき肉も、俺に任せろ!』（角川マガジンズ、2013年4月30日）、ISBN 978-4047312081
- 『特売食材30でできる笠原将弘の節約おかず』（家の光協会、2013年5月1日）、ISBN 978-4259564018
- 『おかずにもなる、つまみにもなる笠原将弘の和サラダ100』（柴田書店、2013年6月1日）、ISBN 978-4388061693
- 『笠原将弘のおやつまみ：1つの食材で家族みんなが喜ぶ2品を仕上げる簡単レシピ60』（ぶんか社、2013年6月21日）、ISBN 978-4821165407
- 『手羽も、俺に任せろ！：予約が取れない人気店「賛否両論」店主笠原将弘のチキン解体新書』（角川マガジンズ、2013年9月2日）、ISBN 978-4047312357
- 『「賛否両論」店主笠原将弘のおつまみの流儀』（KADOKAWA、2014年9月25日）、ISBN 978-4047314566
- 『「賛否両論」笠原将弘のきほんの和食：決定版』（KADOKAWA、2014年3月1日）、ISBN 978-4047313453
- 『僕のビアガーデンにようこそ：ビールがもっとおいしく飲める絶品和つまみ70』（光文社、2014年6月18日）、ISBN 978-4334977870
- 『笠原将弘のおつまみのオキテ：予約が取れない人気和食店「賛否両論」店主]』（ファミマ・ドット・コム、2014年6月6日）、ISBN 978-4907292218
- 『笠原将弘の絶品和どんぶり』（主婦の友社、2014年6月18日）、ISBN 978-4072959817
- 『笠原将弘の簡単すぎる！ウチ和食』（KADOKAWA、2014年6月25日）、ISBN 978-4047313996
- 『笠原将弘の子ども定食：子どものための36献立115の料理+7のおやつ』（柴田書店、2014年7月24日）、ISBN 978-4388061976
- 『使える豆腐レシピ : 豆腐・油揚げ・高野豆腐・湯葉・おから・豆乳で作る。毎日食べたい和・洋・中・韓116品』（和知徹ほか共著、柴田書店、2015年12月2日）、ISBN 978-4388062249
- 『笠原将弘、俺の肉料理：予約が取れない人気料理店『賛否両論』の絶品肉レシピ』（宝島社、2015年3月26日）、ISBN 978-4800237880
- 『笠原将弘のめんどうだから麺にしよう』（主婦の友社、2015年5月15日）、ISBN 978-4074119387
- 『笠原将弘のもっと簡単すぎる！ウチ和食』（KADOKAWA、2015年6月25日）、ISBN 978-4047313996
- 『定番おかず50名店シェフレシピ』（茂出木浩司ほか共著、世界文化社、2015年9月2日）、ISBN 978-4418153220
- 『笠原将弘「ごはん」を極める！：予約の取れない人気料理店「賛否両論」の絶品レシピ』（宝島社、2015年12月7日）、ISBN 978-4800248725
- 『僕が本当に好きな和食：毎日食べたい笠原レシピの決定版!250品』（主婦の友社、2016年10月7日）、ISBN 978-4074182909
- 『笠原将弘の和食道場』（扶桑社、2016年11月11日）、ISBN 978-4594075996
- 『僕が食べたい和そうざい：作りやすくて、飽きない味]』（主婦の友社、2016年3月9日）、ISBN 978-4074142569
- 『「賛否両論」笠原将弘の味づくり虎の巻：だし・たれ・合わせ調味料275+便利な作りおき52＋活用料理121』（柴田書店、2016年9月1日）、ISBN 978-4388062478
- 『和食屋の「だし」おかず：これだけでしみじみうまい。』（主婦の友社、2017年9月8日）、ISBN 978-4074251070
- 『おもてもてなしうらもてなし：賛否両論]』（KADOKAWA、2017年12月16日）、ISBN 978-4048961493
- 『はじめてでもおいしく作れる魚料理：教えて！笠原さん』（家の光協会、2017年3月1日）、ISBN 978-4259565374
- 『ふたりで食べる日のとっておきレシピ：人気料理家5人が伝授』（青山有紀ほか共著、講談社、2017年3月24日）、ISBN 978-4062996921
- 『100年レシピ その2』（晋遊舎、2017年3月16日）、ISBN 978-4801806832
- 『笠原将弘のさしすせそうざ：砂糖・塩・酢・醤油・味噌の力でおいしくなるおかず100』（主婦と生活社、2017年5月26日）、ISBN 978-4391150094
- 『明日のおかずも一緒に仕込める忙しい人のための「ついでレシピ」』（家の光協会、2017年8月25日）、ISBN 978-4259565480
- 『鶏大事典：賛否両論笠原将弘』（KADOKAWA、2017年9月28日）、ISBN 978-4048960762
- 『僕の和食、思い出の味伝えたい味。』（ベネッセコーポレーション、2018年1月26日）、ISBN 978-4828868639
- 『笠原将弘の和食賛否両論 : おうちでできる名店の味』（学研プラス、2018年10月12日）、ISBN 978-4056114270
- 『2品で満足！ラクしてうまい!笠原定食』（扶桑社、2018年1月27日）、ISBN 978-4594078898
- 『笠原将弘の白いごはんに合うおかず 新装版』（主婦の友社、2018年6月15日）、ISBN 978-4074323142
- 『笠原将弘のいつものアレで絶品麺』（主婦の友社、2018年8月29日）、ISBN 978-4074340002
- 『笠原将弘のいつものアレで絶品丼』（主婦の友社、2018年8月29日）、ISBN 978-4074340170
- 『笠原将弘のいちばんおいしい秋レシピ』（主婦の友社、2019年9月13日）、ISBN 978-4074385416
- 『「賛否両論」おせちの本：完全版』（KADOKAWA、2019年10月11日）、ISBN 978-4048965286
- 『笠原将弘のフライパンひとつ！すぐできベストレシピ』（扶桑社、2019年12月4日）、ISBN 978-4594083601
- 『笠原将弘のいちばんおいしい春レシピ』（主婦の友社、2019年3月14日）、ISBN 978-4074359790
- 『賛否両論笠原将弘 超・鶏大事典』（KADOKAWA、2019年4月27日）、ISBN 978-4048964128
- 『5つの味つけ黄金比 = Golden Flavoring Rules：料理の味つけに"もう迷わない"：笠原将弘が教える味づくりの秘伝ルール』（学研プラス、2019年6月11日）、ISBN 978-4058010525
- 『笠原将弘のいちばんおいしい夏レシピ』（主婦の友社、2019年6月6日）、ISBN 978-4074359622
- 『この野菜はこう食べる：笠原将弘の和のおかず』（家の光協会、2019年9月1日）、ISBN 978-4259566258
- 『笠原将弘のいちばんおいしい冬レシピ』（主婦の友社、2019年12月6日）、ISBN 978-4074403028
- 『和食屋が教える、劇的に旨い家ごはん：いつもの食材が、プロのコツでごちそうになる』（主婦の友社、2020年10月2日）、ISBN 978-4074449101
- 『笠原将弘のプレミアムおかず100：料理人30周年スペシャル!』（扶桑社、2020年10月5日）、ISBN 978-4594616113
- 『実は、一菜でいい。：おいしいおかずが一品あれば、それで充分という提案』（KADOKAWA、2020年11月30日）、ISBN 978-4048968850
- 『笠原将弘ザ・ベスト：人気料理人が教えるおかず決定版]』（テレビ朝日、2020年3月4日）、ISBN 978-4881313251
- 『料理はすごい！：シェフが先生!小学生から使える、子どものための、はじめての料理本』（菰田欣也ほか共著、柴田書店、2020年5月2日）、ISBN 978-4388063222
- 『今日、これ買ってきた：笠原、あれ特売だってよ！』（学研プラス、2020年12月24日）、ISBN 978-4058012536
- 『笠原将弘のまかないみたいな自宅飯』（主婦の友社、2021年9月18日）ISBN 978-4074490592
- 『野菜はすごい！：シェフが先生!小学生から使える、子どものための野菜たっぷり料理本』（菰田欣也ほか共著、柴田書店、2021年12月22日）、ISBN 978-4388063451
- 『お菓子はすごい！：パティシエが先生!小学生から使える、子どものためのはじめてのお菓子の本』（菅又亮輔ほか共著、柴田書店、2021年3月6日）、ISBN 978-4388063345
- 『The ultimate Japanese noodles cookbook：amazing soba, ramen, udon, hot pot and Japanese pasta recipes！』（Tuttle Publishing、2022年5月3日）、ISBN 978-4805316818
- 『おいしい煮込み5人の料理家が作り続けているレシピ』（藤井恵ほか共著、2021.12月13日）、ISBN 978-4791631162
- 『和食屋がこっそり教えるずるいほどに旨い鶏むねおかず』（主婦の友社、2022年11月17日）、ISBN 978-4074529896
- 『めんはすごい！：シェフが先生！小学生から使える、子どものためのいろんなめんの料理本』（菰田欣也ほか共著、柴田書店、2022年12月26日）、ISBN 978-4388063604
- 『笠原将弘の毎朝父さん弁当』（KADOKAWA、2022年2月17日）、ISBN 978-4048970990
- 『賛否両論笠原将弘 常備菜大事典』（KADOKAWA、2022年4月30日）、ISBN 978-4048971003
- 『賛否両論笠原将弘 保存食大事典』（KADOKAWA, 2023年1月26日）、ISBN 978-4048971539
- 『汁とめし：和食屋が教える、旨すぎる一汁一飯』（主婦の友社, 2023年10月2日）、ISBN 978-4074555161
- 『笠原将弘のごちそう帖：おうちでカンタン!プロの味 (日曜日の台所)』（毎日新聞出版、2023年3月20日）、ISBN 978-4620327709
- 『笠原将弘の副菜の極み158：予約のとれない和食屋』（扶桑社、2023年5月29日）、ISBN 978-4594620547
- 『今さらだけど、「和食」をイチから考えてみた。』（清流出版、2023年7月18日）、ISBN 978-4860295462
- 『賛否両論：料理人と家族』中岡愛子編（主婦の友社, 2024年930日）、ISBN 978-4-07-459796-3

## DVD
- 【障害者向け】『料理はすごい！：シェフが先生!小学生から使える、子どものためのはじめての料理本』（マルチメディアデイジー図書、2021年7月）

## 出演

### テレビ

#### NHK
- 妄想ニホンキッチンが走る! -  レギュラー
- キッチンが走る! - 不定期出演
- 土ようマルシェ
- あさイチ
- スタジオパークからこんにちは
- お取り寄せ不可!? 列島縦断 宝メシグランプリ
- きょうの料理

#### 日本テレビ
- ヒルナンデス! - レギュラー
- PON! - レギュラー
- 日テレポシュレ - レギュラー
- 嗚呼!花の料理人 - レギュラー
- ママモコモてれび - レギュラー
- ママモコモサタデー - レギュラー
- ぐるぐるナインティナイン
- 嵐にしやがれ
- 世界一受けたい授業
- 心ゆさぶれ!先輩ROCK YOU
- 人生が変わる1分間の深イイ話
- ネプ&イモトの世界番付
- 所さんの目がテン!
- ヒロミのその節はお世話になりました。
- いただきマスターズ!高嶋政伸&高橋真麻の食べ方革命!美味しい食べテク連発
- ナカイの窓
- ぐるぐるナインティナイン
- バゲット
- ヒロミ☆あさこの大家族にバカ売れグッズ贈ったらメチャメチャ喜びましたSP
- ヒロミ☆あさこの昭和平成の懐かしスターを直撃!令和のバカ売れ商品をお届けSP
- 奥様のお悩み 通販で解決!バカ売れ商品と悩める○○妻

#### TBS
- 元気の源泉 「笠原将弘〜ラジオ」
- はなまるマーケット
- 情熱大陸
- ゴゴスマ -GO GO!Smile!-
- マツコの知らない世界
- 人生最高レストラン
- キニナル金曜日
- Let's!美バディ
- ピン子、通販やるってよ〜本日開店!ピン子デパート〜
- カイモノラボ
- 100%!アピールちゃん
- プチブランチ

#### フジテレビ
- ノンストップ! - 火曜レギュラー
- わかってちょーだい! - レギュラー
- ハピふる! - レギュラー
- にじいろジーン - レギュラー
- スパイスTV どーも☆キニナル! - レギュラー
- もしもツアーズ
- 嫁芸人グランプリ お笑いときどき奥様 超スゴ技指南スペシャル
- あっぱれ!!さんま新教授
- チャンネルΣ
- 家族で出かけよう ザ☆ミュージックマン&ルナ・レガーロ
- エンタフル!～ルナ・レガーロへの誘い
- プレミアの巣窟
- 知りたがり!
- アイアンシェフ
- テレビシャカイ実験あすなろラボ
- SHELiCoの夜活〜こんがりネェさんの大人買い〜
- My Value My Way
- バディーズ〜私と大切な仲間たち〜
- サンドの日本一めんどくさ〜い料理店
- ヒロミの集結!スゴ腕カリスマバイヤーズ
- 多数派発見バラエティ ドマンナカ
- KinKi Kidsのブンブブーン
- ウワサのお客さま
- オドオド×ハラハラ
- ゴールデンルーキー【料理人・跳び箱超人・メイクの達人!新たなスターを発掘せよ】
- 土曜はナニする!?
- 関根家&キャイ〜ンのお隣さん!お悩み解決グッズ持ってきて!

#### テレビ朝日
- 〜世界にひとつ〜ミラクルレシピ! - レギュラー
- 笑顔がごちそう ウチゴハン - レギュラー
- お願い!ランキング - レギュラー
- おかずのクッキング - セミレギュラー
- じゅん散歩 - 不定期出演
- 龍虎飯店
- 笑顔がごちそう ウチゴハン
- 賢コツ!!
- もしものシミュレーションバラエティー お試しかっ!
- アレはスゴイはず!?
- 徹子の部屋
- 食彩の王国
- 日本人の3割しか知らないこと くりぃむしちゅーのハナタカ!優越館
- 林修の今、知りたいでしょ!
- 今田耕司★ヒットの世界
- ウラ飯や!
- ノブナカなんなん?
- 今田耕司★ヒットの世界
- もったいない通販
- 路線バスで寄り道&お買い物の旅 三宅裕司ゆかりの神保町〜日比谷〜下北沢を巡る旅

#### テレビ東京
- ソレダメ!〜あなたの常識は非常識!?〜 - レギュラー
- ものスタ - レギュラー
- なないろ日和! - 不定期出演
- ド短期ツメコミ教育!豪腕!コーチング!!
- 火曜エンタテイメント!「主婦に捧げるおいしいレシピ チープインパクト!!!」
- ソロモン流
- てれとマートTV
- てれとshop
- 液体グルメバラエティー たれ
- いつものゴハンを1から作る

#### その他
- 坂上くんが試してみた!!通販☆家事スクール（BS朝日） - レギュラー
- ザ・ヒューマン　和食料理人 笠原将弘 僕を育てた 愛する家族（NHK BS1）[22]
- 絶滅料理再現バラエティ ロストグルメ（CBCテレビ）
- ぐっさん家（東海テレビ）
- ニッポンを釣りたい!（テレビ新広島）
- 笠原将弘のデイリー・キッチン（食と旅のフーディーズTV）

### ラジオ
- 笠原将弘の賛否両論！（東海ラジオ放送） - レギュラー

### CM
- かっぱ寿司「やっぱかっぱがうまいらしい！」シリーズ（2024年）[23]

### 雑誌
- AERA（朝日新聞出版）- 「現代の肖像 笠原将弘 料理人 「賛否両論」の法則」
- aff（あふ）（農林水産省）- 「ご馳走、東西南北（vol.2）「賛否両論」店主・笠原将弘さんが案内する 築地市場のサムライたち」
- Vesta（味の素食の文化センター）- 「和食給食応援団 東日本代表笠原将弘氏へのインタビュー」
- 主婦の友（婦人之友社）- 「今月のおかず 白いごはんにぴったりのおかず」
- 週刊文春（文藝春秋）- 「僕の人生」
- 致知（致知出版社）